# Tetris Plus
Tetris Plus (テトリスプラス Tetorisu Purasu?) es un videojuego de rompecabezas desarrollado por Natsume y distribuido por Jaleco para salas de juego en 1996, y fue trasladado a Game Boy, Sega Saturn y PlayStation más tarde ese año. El juego sería seguido por una secuela, "Tetris Plus 2", lanzada en 1997. Se estaban desarrollando ports para Atari Jaguar y Nintendo 64 pero nunca fueron lanzados.

## Jugabilidad
El juego consta de dos modos principales, el modo clásico y el modo rompecabezas. El modo clásico funciona como el juego original Tetris para Game Boy, excepto con música y efectos visuales diferentes. Sin embargo, debido a que el cartucho tiene batería con SRAM, también tiene la capacidad de recordar puntuaciones altas, a diferencia del juego original de Game Boy. Puzzle Mode es un giro en el juego clásico que proporciona un nuevo escenario. También se incluye un editor para crear niveles de rompecabezas y la capacidad de enlace para el modo multijugador competitivo en cualquier modo de juego. Las versiones de consola también tienen un modo Versus para dos jugadores, que es esencialmente un modo de rompecabezas con dos jugadores que compiten por la línea de meta.

### Modo Puzzle
La mayor incorporación a Tetris Plus es el modo Puzzle. El jugador comienza con la primera zona, Egipto; luego están en orden: Angkor Wat, Maya y Knossos. El área final, Atlantis, se desbloquea al completar con éxito las otras cuatro etapas. Cada una de las cuatro ubicaciones tiene un conjunto de niveles diferente. Una vez que comienza el juego, se le presenta al jugador un grupo de ladrillos pre-colocados, y el profesor ingresa al área de juego a través de una puerta que desaparece. El objetivo es llevar al profesor a la parte inferior de la pantalla, colocando bloques y limpiando líneas, antes de que el techo con púas en la parte superior caiga y lo aplaste.
El objetivo del jugador es guiar a este arqueólogo al fondo lo más rápido posible. Dos cuadras de ancho y alto, caminará sin rumbo hacia adelante hasta que se tope con un bloque, después de lo cual se da la vuelta y camina hacia el otro lado. Si se encuentra con una brecha lo suficientemente grande como para que pueda pasar, caerá sobre los bloques debajo de él. Por el contrario, si se colocan bloques encima de él, los trepará hasta llegar a la cima. Si estos bloques conducen demasiado cerca de los picos, el profesor morirá.
Al comenzar el nivel, el techo con púas comenzará en la parte superior del área de juego. Aproximadamente una vez cada dieciocho segundos, se moverá hacia abajo una fila, eliminando lentamente el espacio útil. Sin embargo, el jugador puede hacer que el techo vuelva a subir si puede despejar tres o cuatro filas a la vez. El techo también destruirá los bloques colocados que se encuentren en su camino. Esto se puede usar como un triturador de basura, haciendo que elimine las piezas no deseadas hasta que aparezca la pieza que el jugador quiera.

## Lanzamiento
El juego fue publicado en 1996 en Estados Unidos por Jaleco, poco después de que la compañía firmara un acuerdo con Blue Planet Software que le otorga a Jaleco los derechos exclusivos para publicar juegos "Tetris" para Saturn y PlayStation en Estados Unidos para los siguientes dos años. La versión de PlayStation se vendió lo suficientemente bien como para ser relanzada para el rango de presupuesto Greatest Hits.

## Recepción
En Japón, "Game Machine" incluyó a "Tetris Plus" en su número del 1 de febrero de 1996 como el sexto juego arcade más exitoso del año.
La respuesta crítica a la versión de Sega Saturn fue generalmente poco entusiasta. El editor GameSpot Peter Criscuola se refirió a él como "un débil intento de revivir una leyenda", Scary Larry de GamePro dijo que la versión de Saturn es: "una mala incorporación a la biblioteca de Tetris", y Stephen Fulljames dijo que la versión de Sega Saturn Magazine es como "ciertamente nada de lo que entusiasmarse". Los cuatro revisores de Electronic Gaming Monthly fueron más positivos que la mayoría, y Dan Hsu lo consideró "un buen paquete incluso para un fanático de Tetris a tiempo parcial" y Sushi-X "un título gratificante con múltiples niveles de diversión con el mismo desafío clásico". El modo Puzzle fue desaprobado por varias razones: Criscuola dijo que era demasiado fácil, Fulljames dijo que fue frustrantemente difícil, Scary Larry dijo que no difería lo suficiente del Tetris original, y un crítico de Next Generation dijo que simplemente no era tan atractivo como el original. Otras críticas frecuentes fueron que los gráficos son deficientes, y que los controles en todos los modos son más difíciles y contradictorios que en versiones anteriores de Tetris.
En una revisión retrospectiva, el editor Jon Thompson de Allgame calificó la versión de Saturn como "aburrida".

## Secuela
Tetris Plus 2 (テトリスプラス 2 Tetorisu Purasu Tzū?) es un videojuego de arcade distribuido por Jaleco en 1997. Fue la única secuela de Tetris Plus.